# تشفيتيلا سان باولو
تشفيتيلا سان باولو هي بلدة تقع في العاصمة روما في إيطاليا .

## السكان
في سنة 1871 بلغ عدد السكان 1٬020 نسمة، وتطور العدد ليصل في سنة 2011 لـ 1٬754 نسمة.
يظهر هذا المخطط البياني تطور النمو السكاني لـ تشفيتيلا سان باولو